# Rywałd (województwo pomorskie)
Rywałd (niem. Riewald) – wieś kociewska w Polsce położona w województwie pomorskim, w powiecie starogardzkim, w gminie Starogard Gdański.
W latach 1975–1998 miejscowość położona była w województwie gdańskim.
Inne miejscowości o nazwie Rywałd: Rywałd, Rywałdzik